# صورة لمزارع وحيد
صورة لمُزارع وحيد (بالإنجليزية: Portrait of a Lone Farmer)‏ هو فيلم وثائقي نيجيري دنماركي صدر سنة 2013 وأخرجه المُخرج جايد توم أكينلمينو. يتحدث الفيلم عن الحياة في مزرعة دجاج والد المُخرج في نيجيريا. حاز الفيلم على جائزة أفضل فيلم وثائقي في حفل توزيع جوائز الأكاديمية الأفريقية للأفلام العاشر سنة 2014.

## أحداث الفيلم
يتحدث الفيلم عن تقديم المخرج الشاب لمشروعه السينمائي إلى والدته الدنماركية ووالده النيجيري. لكن من الواضح أن اقتراحه بالذهاب إلى نيجيريا لزيارة أصول العائلة لا يُسعدهم.

## روابط خارجية
صورة لمزارع وحيد على موقع IMDb (الإنجليزية)
- صورة لمزارع وحيد على موقع روتن توميتوز (الإنجليزية)
- صورة لمزارع وحيد على موقع أول موفي (الإنجليزية)
- صورة لمزارع وحيد على موقع قاعدة بيانات الفيلم (الإنجليزية)
- صورة لمزارع وحيد على موقع ليتربوكسد (الإنجليزية)

قالب:جائزة أكاديمية الفيلم الأفريقي لأفضل فيلم وثائقي